# 키스 식스 센스
《키스 식스 센스》(영어: Kiss Sixth Sense)는 디즈니+ 핫스타에서 2022년 5월 25일부터 방송중인 로맨스, 판타지 드라마다.

## 기획의도
키스를 하면 미래를 보는 능력을 가진 홍예술이 실수로 상사 차민후의 목에 키스한 후 두 사람의 19금 미래를 보게 되면서 벌어지는 화끈하고 아슬아슬한 초감각 로맨틱 코미디 드라마

## 제작진

### 연출
- 남기훈 : ( MBC 드라마넷 금토드라마 《나의 유감스러운 남자친구》(연출), tvN 월화 미니시리즈 《피리부는 사나이》(프로듀서), 네이버 TV 웹드라마 《매칭! 소년 양궁부》(연출), 일본 드라마 《헤어진 다음날》(연출), OCN 주말 미니시리즈 《터널》(공동연출), OCN 월화 미니시리즈 《그남자 오수》(연출), JTBC 월화 미니시리즈 《뷰티 인사이드》(공동연출), OCN 주말 미니시리즈 《보이스 3》(연출), TV조선 일요 미니시리즈 《레버리지: 사기조작단》(연출), tvN 수목 미니시리즈 《오 마이 베이비》(연출) 등 연출 )

### 극본
- 전유리 : ( KBS2 월화 미니시리즈 《라디오 로맨스》(집필) 등 집필 )

## 등장인물

### 주요 인물
- 윤계상 : 차민후 역 (아역 문우진) - 제우기획 기획 1팀 팀장
- 서지혜 : 홍예술 역 (아역 이로은, 이설아) - 제우기획의 AE
- 김지석 : 이필요 역 - 영화감독, 예술의 前 남자친구

### 주변 인물
- 이주연 : 오지영 역 (아역 : 이하은) - 톱여배우
- 태인호 : 오승택 역 - 의사, 민후의 고등학교 동창이자 친구
- 김가은 : 반호우 역 - 예술의 이종사촌동생, 의대생
- 황보라 : 장엄지 역 - 제우기획의 AD, 예술의 직장동료이자 친구
- 김기두 : 강상구 역 - 제우기획 기획 1팀 차장
- 김미수 : 김민희 역 - 제우기획 기획 1팀 주임
- 윤정훈 : 김로마 역 - 제우기획 기획 1팀 신입
- 김재화 : 조선희 역 - 제우기획 기획 2팀 팀장
- 유정호 : 염경석 역 - 제우기획의 CD, 강상구의 입사동기
- 이한위 : 오경수 역 - 정신건강의학과 교수, 민후의 주치의, 오지영의 아버지
- 엄효섭 : 김해진 역 (젊은시절 : 임지규 (특별출연)) - 예술의 단골술집 사장, 김사라의 대학동기
- 김희정 : 김사라 역 (젊은시절 : 손은서 (특별출연)) - 예술의 어머니, 작가
- 박성근 : 제우기획 부대표 역
- 조희봉 : 제우기획의 이사 역

### 그 외 인물
- 문학진 : 레지던트 의사 역
- 이승희 : 레지던트 의사 역
- 김민중 : 조감독 역
- 김태선 : 이필요의 스탭 1 역
- 김예지 : 이필요의 스탭 2 역
- 김창환 : 오지영의 매니저 역
- 박승아 : 오지영의 스탭 1 역
- 안제나 : 오지영의 스탭 2 역
- 정라엘 : 유PD 역 - 영화사 홍보PD
- 김기남 : 양 형사 역
- 전진기 : 침대업체 '빌리'의 이사 역
- 정태야 : 침대업체 '빌리'의 본부장 역
- 이자경 : 제작1팀 팀원 1 역
- 강승진 : 제작1팀 팀원 2 역
- 성민주 : 제작1팀 팀원 3 역
- 김판겸 : 제작2팀 팀원 1 역
- 남희수 : 제작2팀 팀원 2 역
- 최미라 : 기획2팀 팀원 1 역
- 이유진 : 기획2팀 팀원 2 역
- 호솔희 : 기획2팀 팀원 3 역
- 공현탁 : 기획2팀 팀원 4 역
- 박정표 : 작업반장 역
- 이현 : 청소부 아줌마 역
- 선혜경 : 예은 대리 역 - 제우기획 로비에서 미끄러진 여자
- 이다혜 : LE건설 PPT 발표자 역
- 임예은 : 예술의 前 애인 1의 미래 애인 역
- 한유정 : 노래방 직원 1 역
- 민채윤 : 노래방 직원 2 역
- 윤선혜 : 노래방 직원 3 역
- 장종호 : 광고 감독 역
- 박성현 : 조감독 역
- 정새롬 : 광고주 역
- 주수민 : 커피숍 직원 역
- 이승철 : 노숙자 역
- 이진선 : 의사 역
- 이현 : 포장마차 주인 역
- 최은지 : 필요의 영화 시사회 진행자 역
- 김현태 : 필요의 영화를 보고 질문하는 기자 1 역
- 이연주 : 필요의 영화를 보고 질문하는 기자 2 역
- 김범연 : 필요의 영화를 보고 질문하는 기자 3 역
- 윤종원 : 피아즈 대표 역
- 김진옥 : 예술의 동네주민 1 역
- 한지은 : 예술의 동네주민 2 역
- 구자건 : PK(의대생) 1 역
- 김혜림 : PK(의대생) 2 역
- 권혜령 : PK(의대생) 3 역
- 오해주 : 샌드위치 가게 알바생 역
- 이무녕 : 인부 역
- 김준환 : 택시기사 역
- 이재우 : 공터 소장 역
- 손태오 : 광고 모델 역
- 이종구 : 보육원 원장 역
- 전아희 : 예전 '모피스'의 엄마 광고모델 역
- 변동욱 : 예전 '모피스'의 아빠 광고모델 역
- 한승엽 : 오지영의 회사 대표 역
- 김채현 : 의상실 실장 역
- 이지영 : 은정선배의 남편 역
- 정정아 : 강상구의 부인 역
- 신혜원 : 버스에서 필요와 예술이 찍힌 영상을 보는 승객 역
- 이수형 : 자동차 업체 '모피스'의 차장 역
- 김홍부 : 차량 탁송기사 역
- 진성민 : 제주도 소속 경찰 역
- 김도진 : '모피스' 광고 속 신랑 역
- 임용순 : '모피스' 광고 속 아버지 역
- 송진희 : 기자 역
- 지해원 : 전시회장 스탭 역
- 정지훈 : 자동차 업체 '카넥스'의 광고 속 청년 역
- 박혜인 : 자동차 업체 '카넥스'의 광고 속 여인 역
- 송광주 : 자동차 업체 '카넥스'의 광고 속 노인 1 역
- 김봉희 : 자동차 업체 '카넥스'의 광고 속 노인 2 역
- 송훈 : 고상규 역 - 자동차 업체 '카넥스'의 팀장, 염경석의 대학동기
- 라엘 : 버스킹 가수 역
- 이재용 : 기타리스트 역
- 박선우 : 구조대원 역
- 손승택 : 업체 직원 역
- 정한빈 : 의사 역
- 김민섭 : 인턴 1 역
- 김진희 : 인턴 2 역
- 이하경 : 필요의 차기작 제작발표회 사회자 역
- 최혜민 : 필요의 차기작 속 배우 1 역
- 임지완 : 필요의 차기작 속 배우 2 역
- 허애선 : 필요의 차기작 속 배우 3 역

### 아역
- 김시아 : 은정선배의 아이 역
- 김유진 : 아이 역
- 김가을 : 강가을 역 - 강상구의 딸
- 한라온 : 강라온 역 - 강상구의 아들

### 특별출연
- 이동건 : 홍성준 역 - 예술의 아버지, 광고 감독 (1회, 10~12회)
- 김중기 : 편집기사 역 (1회)
- 여회현 : 카페 직원 역 (1회)
- 한동호 : 예술의 과거 연인 1 역 (1회)
- 정건주 : 예술의 과거 연인 2 역 (1회)
- 박병은 : 낚시부부 남편 역 (3회)
- 전혜빈 : 낚시부부 부인 역 (3회)
- 이재욱 : 필요의 영화 '하루'의 남자주인공 역 (3회, 5회, 9회)
- 김새론 : 필요의 영화 '하루'의 여자주인공 역 (3회, 5회, 9회)
- 유승목 : 자동차 업체 '모피스'의 이사 역 (3회, 7~8회, 11회)
- 이미도 : 리사 역 - 디자이너 (4회)
- 백승희 : 은정선배 역 (5회, 8회)
- 김광식 : 철용 역 - 김사라의 애인, 요리사 (10~12회)
- 고준 : 오지영의 상대배우 역 (11회)
- 김상호 : 감독 역 (12회)

## 수상 경력
- 2022년 코리아드라마어워즈 여자 조연상 (황보라)

## 참고 사항
- 이한위와 김희정은... MBC 수목 미니시리즈 《맨도롱 또똣》, KBS1 저녁 일일연속극 《으라차차 내 인생》에 이어서 세번째로 의기투합하는 작품이 된 계기가 되었다.